# Seznam písní s texty Otty Kaušitze
Toto je seznam textářské tvorby k písním, které napsal slovenský libretista a textař Otto Kaušitz.
- Pozn. K pár písním okrem textu vytvořil i hudbu.

## Seznam
poz.
- píseň - interpret - (h:autor hudby) - rok- dílo

(h:/) - doposud nezjištěný autor hudby
- (na doplnění)

## A
- Abdulach - František Krištof Veselý - (h:Gejza Dusík)
- Adieu drahý, adieu drahá! - - (h:Gejza Dusík) - opereta Pod cudzou vlajkou - slow fox
- A dosť, a dosť - Zuzana Lonská - (Pavol Zelenay / Bohuslav Nádvorník a Otto Kaušitz)
- Až naše šťastie odletí - František Krištof Veselý - (h:Gejza Dusík)
- Až ti bude ľúto - František Krištof Veselý - (h:Tibor Lengyel)

## B
- Banícki chlapci - Bohuš Hanák a Tri dievčatká - (h:Gejza Dusík) - valčíková pieseň
- Bol krásny deň - Viera Racková, Helena Blehárová - (h:Karol Elbert) - lyrický valčík
- Bola noc - - (h:Karol Elbert)
- Budeš mou panenkou - - (h:Gejza Dusík) - opereta Pod cudzou vlajkou - foxtrot

## C
- Cigáň, o čom spieva tvoja pieseň? - - (h:Gejza Dusík) - tango

## Č
- Čakám ťa, čakám - František Krištof Veselý, Zdeněk Sychra - (h:Viliam Kostka)
- Čo bude s nami? - - (h:Fridrich Schroeder)
- Čo by som dal za to - František Krištof Veselý - (h:Ernest Genersich)
- Čo to máš dievčatko? - - (h: Karol Mózsi) - fox

## D
- Daruj mi túto noc - - (Valentína Fomina a O. Cholecká / Valentína Fomina a Otto Kaušitz) - tango
- Dedinka ty milá - František Krištof Veselý, Zdeněk Sychra - (h:Gejza Dusík)
- Dedinka v údolí - František Krištof Veselý - (h:Gejza Dusík)
- Dievčatká krásne - - (h:Gejza Dusík) - opereta Pod cudzou vlajkou - foxtrot
- Dnes si ešte mojou - František Krištof Veselý - (h:Gejza Dusík)
- Do videnia, Madam! - - (h:Ľ. Hronová a Z. Říha) - tango
- Do zajtra čakaj - František Krištof Veselý - (h:Karol Elbert) - tango
- Do zajtra čakaj - Viera Racková - (h:Karol Elbert) - slowfox
- Dva svety vzdialené - - (E. Schneider a R. Stahl / R. Stahl a Otto Kaušitz)

## E
- Ej, Anička, biela ruža - - (B. Štaub / Janko Pelikán a Otto Kaušitz) - fox

## F
- Frajerôčka - František Krištof Veselý - (h:Tibor Lengyel)

## G
- Gitary spievajú - František Krištof Veselý - (h:Funk)

## H
- Haló baby, Haló boy - Tatiana Hubinská - (h:František Bránsky)
- Hviezdy z domova - František Krištof Veselý - (h:Bochman)

## J
- Ja to dobre viem - - (h:Tibor Gašpárek, Arry Leuer / Otto Kaušitz) - opereta Deti snívajú - anglický valčík
- Jak rád bych znal - - (h:Hugo G. Strisch) - waltz
- Jak rád som Ťa mal - - (h:Arry Leuer) - waltz
- Ja ti už neverím - - (Michal Nitranský / Janko Pelikán a Otto Kaušitz) - ľudový fox
- Jedinú na šírom svete - František Krištof Veselý - (h:Gejza Dusík)
- Jediný pohľad tvoj - - (h:Karol Elbert)

## K
- K oltáru až pôjdeme - František Krištof Veselý - (h:Jozef Hlíza)
- Krásna si - František Krištof Veselý - (h:Karol Elbert) - slowfox

## L
- Len tvojim krásnym očiam - - (h:L.E. Bieloweszki) - tango

## M
- Májový valčík - - (h:Dušan Pálka)
- Malá Juana - - (E. Schneider a R. Stahl/R. Stahl a Otto Kaušitz) - tango
- Mám to ja smolu - František Krištof Veselý - (h:Ernest Genersich)
- Mari, ty moja kráska - Janko Blaho - (h:Alexander Lakatoš)
- Mne sa každé dievča páči - František Krištof Veselý - (h:Karol Elbert) - fox
- Môžeš byť jak cukrík sladká - František Krištof Veselý - (h:Gejza Dusík) - polka

## N
- Na brehu Ganga - František Krištof Veselý - (h:Slezák)
- Na dunajskom nábreží - František Krištof Veselý - (h:Jožo Borovan)
- Najkrajšie očičká - František Krištof Veselý - (Tibor Lengyel / Ľudovít Válka a Otto Kaušitz)
- Nebolo to náhodou - Melánia Olláryová - (h:Tibor Lengyel)
- Nebozkané pery - Melánia Olláryová - (h:Gejza Dusík)
- Nečakaj ma už nikdy - František Krištof Veselý - (h:Zdeněk Cón) - tango
- Nehraj cigáň - - (Valentína Fomina-Veselová a O. Cholecká / Fomina Veselová a Otto Kaušitz) - tango
- Nech je šťastný celý svet - Miloš Považan - - (h:Gejza Dusík) - foxtrot
- Nepreberaj dievča - Viera Racková a Jozef Šesták - (h:Andrej Lieskovský) - fox
- Nie som ja ešte tak starý - František Krištof Veselý - (h:Gejza Dusík)

## O
- Odišla láska - - (h:Karol Elbert)
- O lásku ťa len prosím - - (h:Oľga Weisová) - vals

## P
- Počkaj dievča - - (h:Karol Elbert) - polka
- Podaj mi rúčku - František Krištof Veselý - (h:Gejza Dusík)
- Pod slovenským nebom - - (h:Gejza Dusík)
- Poď uspi ma ... - - (h:Gejza Dusík)
- Poprosme hviezdy - František Krištof Veselý - (h:Gejza Dusík) - tango
- Prenajmem ti svoje srdce - František Krištof Veselý - (h:Gejza Dusík) - opereta Osudný valčík - fox
- Přijď, mé rety zlíbat smíš... - (Gejza Dusík / český text: Pavol Braxatoris, slovenský text: Otto Kaušitz - opereta: Adam a Eva (Keď rozkvitne máj) - waltz

## R
- Rád mám ťa zem - - (h:Gejza Dusík) - pochod z operety Pod cudzou vlajkou
- Rád ťa mám - František Krištof Veselý - (h:Tibor Lengyel)
- Rozkvitnutá alej - Viera Racková - (h:Karol Elbert) - slowfox

## S
- Saigon ty prístav krásnych žien - - (h:Gejza Dusík) - 1940 - opereta Pod cudzou vlajkou - slow fox
- Sľúb mi - - (h:Tibor Bielický) - tango
- S tebou pod Tatrami - František Krištof Veselý - (h:Gejza Dusík)- opereta Pod cudzou vlajkou - tango
- Symfónia dvoch sŕdc - František Krištof Veselý - (h:Otto Kaušitz)

## Š
- Škoda tých sĺz - - (h:Gyuszi Mihola/s.t:Otto Kaušitz) - tango
- Študentka krásna - - (h:Viliam Steiner a Jaromír Mádlo) - tango
- Šuhajko /Šuhajko, šuhajíčko/ - František Krištof Veselý - (h:Tibor Lengyel) - ľudový fox

## T
- Tatranský expres - František Krištof Veselý - (h:Július Móži)
- Tvojich očí sa pýtam - František Krištof Veselý - (h:Jozef Hlíza) - tango
- Túžim po tebe - - (Raymond Drögsler/Ľudevít Válka a Otto Kaušitz) - anglický waltz

## U
- Usmeješ sa mi ešte - -(h:Arry Leuer) - slovenské tango
- Už dávno čakám - František Krištof Veselý - (h:Otto Kaušitz)

## V
- Vám jedine Vám - František Krištof Veselý - (h:Gejza Dusík)
- Vínečko červené - Melánia Olláryová - (h:Jozef-Frank Zemplinský)
- V tom našom horskom parku - František Krištof Veselý - (h:Slezák)

## Z
- Za niekoľko dní - František Krištof Veselý - (h:Gejza Dusík)
- Zatancuj si so mnou, holubička - František Krištof Veselý - (h:Gejza Dusík) - foxtrot

## Ž
- Ženy moje krásne - František Krištof Veselý - (h:Gejza Dusík)